# 齊斯泰茲市鎮
齊斯泰茲市鎮（丹麥語：Thisted  Kommune）是丹麥的一個市鎮，位於北日德蘭島西部，北與挪威隔斯卡格拉克海峽相望，南臨利姆灣，屬北日德蘭大區。面積1,101.65平方公里，2009年人口45,596人。首府齊斯泰茲。
2007年1月1日由原齊斯泰茲和漢斯特霍爾姆及南曲半島兩個市鎮合併而成。